# Каронити (Вибо Валенција)
Каронити је насеље у Италији у округу Вибо Валенција, региону Калабрија.
Према процени из 2011. у насељу је живело 305 становника. Насеље се налази на надморској висини од 649 м.